# Spaelotis senna
Spaelotis senna är en fjärilsart som beskrevs av Freyer 1829. Spaelotis senna ingår i släktet Spaelotis och familjen nattflyn. Inga underarter finns listade i Catalogue of Life.